# Le dieci coppe dello scorpione
Le dieci coppe dello scorpione (The Slayers of Seth), sottotitolato Chi sta uccidendo gli eroi di Tebe?, è un romanzo di Paul Doherty del 2002, uscito in Italia nel 2003.

## Trama
Amerotke, giudice capo del Faraone Hatusu, viene immediatamente coinvolto con un caso di omicidio. Ipumer, uno scriba giovane e ambizioso innamoratosi della figlia di un potente generale, è stato trovato morto avvelenato, e la prosecuzione ha indicato come colpevole la sua amante Neshratta, stufa delle sue tresche amorose. Neshratta viene dunque condannata a essere sepolta viva nelle sabbie del deserto nelle Terre Rosse. Ma prima che la condanna venga emessa nei suoi confronti, il potente consigliere del Faraone donna richiama Amerotke al tempio di Seth, dove lo aspetta un altro omicidio: il generale Balet, uno dei più grandi eroi dell'Egitto è stato ucciso brutalmente, e il Faraone in persona ha deciso di intervenire, credendo giustamente che l'omicidio del generale Balet sia soltanto l'inizio di qualcosa di più sinistro. Per questo ha richiamato il fido Amerotke per aiutarla e smascherare il colpevole prima che colpisca ancora.

## Personaggi
- Amerotke: protagonista del libro e della serie. Giudice severo ma onesto, oltre che astuto e coraggioso.
- Hatusu: vedova di Thutmosi II, diverrà il Faraone Hatshepsut.
- Ipumer: giovane e ambizioso scriba innamoratosi della figlia di un potente generale.
- Neshratta: la donna amata di Ipumer, è accusata dell'omicidio di quest'ultimo in quanto stufa delle sue tresche amorose.

## Edizioni
- Paul Doherty, Le dieci coppe dello scorpione, Mantova, Mondadori, 2003,  p. 216, ISBN non esistente.